# 旗艦
旗舰（英語：Flagship）亦称指挥舰，是海军舰队、海上舰艇编队的指挥所，或是舰队、编队司令官所在的舰。由於海軍傳統，會把本艦指揮官官職旗（英語：rank flag）懸掛於桅杆，而艦隊司令官也有其特定旗幟，當指揮官在某特定船艦上，該艦應升起其官職旗。所以此艦稱為指揮官的「旗艦」。
因此，“旗艦”並非一個艦隊中某個固定的船艦。在早期風帆時代，軍艦以大取勝，而且指揮官與其幕僚也需要較大空間進行作戰計畫和會議討論，所以指揮官通常搭乘艦隊最大之军舰，此艦是固定的，非不得已（如戰損）不會變動。但20世紀以後，軍艦空間增大、防護增強、通信技術改良，主要水面艦都能提供指揮服務，因此艦隊指揮官也逐漸以艦隊中速度最快、指挥技術條件最好的船隻為旗艦，为保证指挥官的安全一般是以巡洋舰作为旗舰，而不是最大船艦（例如航空母艦或戰列艦）。

## 延伸
在零售業，和英语一样，“旗舰”在汉语中也引申出“高级”、“终极”、“标杆”的含义，如“旗舰店”、“旗舰版”商品等。